# Tristellateia greveana
Tristellateia greveana är en tvåhjärtbladig växtart som beskrevs av Henri Ernest Baillon. Tristellateia greveana ingår i släktet Tristellateia och familjen Malpighiaceae. Inga underarter finns listade i Catalogue of Life.